# Stephen Hillenburg
Stephen McDannell Hillenburg (Lawton (Oklahoma), 21 augustus 1961 – San Marino (Californië), 26 november 2018) was een Amerikaans animator. Hij was vooral bekend als de bedenker van de animatieserie SpongeBob SquarePants.

## Carrière
Hillenburg was biologieleraar op de school waar zich later het Orange County Ocean Institute vestigde. Hij werkte als marien bioloog van 1984 tot 1987. In 1987 besloot Hillenburg te gaan werken als animator, zijn tweede levenslange passie. Hij maakte een aantal korte films. Twee ervan, The Green Beret (1991) en Wormholes (1992), werden een groot succes op filmfestivals en kregen verschillende prijzen.
Terwijl hij nog op de animatieschool zat, kreeg Hillenburg een baan bij het kindertelevisieprogramma Mother Goose & Grimm van 1991 tot 1993. Hij toonde zijn bekende korte films op verschillende festivals. Daar ontmoette hij Joe Murray, de maker van Rocko's Modern Life. Murray vroeg of Hillenburg regisseur wilde worden bij dat programma. Dat accepteerde Hillenburg. Hillenburg kwam bij de animatieserie van Nickelodeon als schrijver, producent en storyboard-artiest. Terwijl hij werkte bij Rocko's Modern Life, raakte Hillenburg bevriend met Tom Kenny, die later de stem zou inspreken van SpongeBob SquarePants, en met Doug Lawrence, Paul Tibbitt en anderen, die allemaal zouden meewerken aan de serie SpongeBob SquarePants.
Toen Rocko's Modern Life stopte in 1996, maakte Hillenburg een concept voor een nieuwe serie over zeedieren. Hij richtte de serie op een spons, die Hillenburg eerst tekende als een natuurlijke spons, maar later als vierkante spons, omdat dat er volgens hem grappiger uitzag. In 1997 ging Hillenburg samenwerken met een aantal collega's die hij nog kende van Rocko's Modern Life, die hielpen met het ontwerpen van karakters en omgeving.

### SpongeBob SquarePants
Terwijl Hillenburg werkte bij het Ocean Institute, schreef hij een stripboek genaamd "The Intertidal Zone". Hij liet het zien aan Marin Olson, een vriend van hem bij Rocko's Modern Life. Olson vond het geweldig en stelde voor dat hij het zou herschrijven als een onderzeese tekenfilmserie.
In 1998 deed Hillenburg auditie voor de serie bij Nickelodeon. Hij gebruikte een aquarium, modellen van de personages, een themalied en een storyboard van wat de eerste aflevering zou gaan worden, "Help Wanted (Hulp Gevraagd)". De oorspronkelijke naam van de hoofdpersoon was "SpongeBoy", maar omdat die naam reeds als merk geregistreerd was werd deze veranderd in SpongeBob. De producenten van Nickelodeon kochten de serie.
SpongeBob SquarePants kwam in de VS als eerste op televisie op 1 mei 1999 en de rest van de serie volgde vanaf 17 juli 1999.
Karen, de computervrouw van Plankton, is genoemd naar de vrouw van Stephen Hillenburg.

## Ziekte en overlijden
Op 13 maart 2017 maakte Hillenburg in Variety bekend dat bij hem de diagnose amyotrofe laterale sclerose (ALS) gesteld was. Op 26 november 2018 overleed hij op 57-jarige leeftijd aan de gevolgen van deze ziekte.